# Newland
Newland é uma cidade  localizada no estado norte-americano de Carolina do Norte, no Condado de Avery.

## Demografia
Segundo o censo norte-americano de 2000, a sua população era de 704 habitantes.
Em 2006, foi estimada uma população de 667, um decréscimo de 37 (-5.3%).

## Geografia
De acordo com o United States Census Bureau tem uma área de
1,7 km², dos quais 1,7 km² cobertos por terra e 0,0 km² cobertos por água. Newland localiza-se a aproximadamente 1076 m acima do nível do mar.

## Localidades na vizinhança
O diagrama seguinte representa as localidades num raio de 12 km ao redor de Newland.